# Memecylon dichotomum
Memecylon dichotomum är en tvåhjärtbladig växtart som först beskrevs av Charles Baron Clarke, och fick sitt nu gällande namn av George King. Memecylon dichotomum ingår i släktet Memecylon och familjen Melastomataceae. Utöver nominatformen finns också underarten M. d. rotundatum.